# Kustom Kulture
"Kustom Kulture" o "Kultura Kustom" es un neologismo estadounidense que se usa para englobar todo un estilo de vida, que abarca desde vehículos hasta arte plástica, pasando por peinados, música y moda. La gente que se incluye en este estilo son, por lo general, amantes de la construcción y modificación de coches, motos y similares.

## Los Principios
Todo empezó en América del Norte, en la década de los 50, con jóvenes que disfrutaban personalizando sus coches para, algún día, competir con ellos en importantes carreras disputadas a lo largo y ancho del país. 
Por otra parte, tras la WW II, aumentó considerablemente la venta de motocicletas en los Estados Unidos. Muchos de los poseedores, algunos de ellos excombatientes, deseaban para sus motos un carácter más divertido, con más potencia y menor peso, como las motos de los soldados, y alejado del que tenían dichas motocicletas (la gran mayoría Harley Davidson) de fábrica. Para ello, comenzaron a cortar piezas (en inglés to chop -> de ahí el término Chopper) y a personalizar (en inglés to customize -> de ahí las motos Custom y la Kustom Kulture).

## Estilos y Raíces
La Kultura Kustom se relaciona habitualmente con los llamados "Greasers" (tupés, rocanrol, vaquero azul con dobladillo y tatuajes) de los 50s. Lejos de ser la única influencia de este movimiento, en estos más de 50 años se suceden diversas subculturas que aportan su granito de arena; su música, su forma de vestir, su visión de lo que gusta, y de lo que no gusta. Podemos incluir mods, rockabillys, teddy boys, scooter boys o psychobillys, entre otros. 
Todos estos movimientos, unidos a influencias provenientes de series de TV como Happy Days, The Munsters, The monkees, American Graffiti o incluso Dukes of Hazzard, dan una variada pero unificada forma a esta subcultura. En ella destacan artistas y constructores de todo el mundo, como Von Dutch (Kenny Howard), Ed "Big Daddy" Roth, The Pizz, los hermanos Barris (Sam y George), junto con tatuadores, pin-ups como Bettie Page (recientemente fallecida) o músicos que también aportan sus toques a este mundillo.

## Cultura DIY (Hazlo Tú Mismo)
Por lo general, cualquier cosa con ruedas es Kustomizable. Lo normal es trabajar sobre coches antiguos, en su mayoría americanos, para transformarlos en Lowriders, Hot Rods, etc. (nada que ver con el llamado "tuning"), o bien sobre motocicletas custom, sobre todo Harley Davidson, aunque es fácil encontrarse con europeas como Triumph o incluso japonesas, como Suzuki, Yamaha, etc. convertidas en bobber, chopper, rat bikes... 
Es frecuente rematar cualquier trabajo de Kustomización con una buena pintura, en la que casi todo vale; desde colores mates a brillantes, metalizados... adornados con Flamings (llamas), dibujos aerografiados de todo tipo, o símbolos muy recurrentes como la Maltesse Cross (Cruz de Malta), el As de Picas, dados, calaveras, personajes de Tex Avery... 

## En la actualidad
En los últimos 15 años, se ha considerado la Kustom Kulture como un renacimiento de las subculturas estadounidenses de los 50 y 60. Tanto constructores de vehículos como pintores, tatuadores, y miles de aficionados (que también suelen experimentar con trabajos de Kustomización en sus casas y talleres) se dan cita en grandes convenciones a lo largo y ancho del planeta, como por ejemplo la de Bottrop (Alemania). En ellas se baila rock, se come, se bebe, se disputan carreras de diversos vehículos... 
Junto con el auge de esta Kultura, ha nacido el término "Kustom Graphics", que designa y describe el estilo de arte Kustom, visible en pósteres, camisetas, logos de diversas marcas, muñecos, tatuajes...